# أدريان ناغي
أدريان ناغي (بالمجرية: Nagy Adrienn)‏ هي لاعب كرة مضرب مجرية، ولدت في 24 مارس 2001 في بودابست في المجر.

## وصلات خارجية
- أدريان ناغي على موقع رابطة محترفات التنس (الإنجليزية)
- أدريان ناغي على موقع الاتحاد الدولي لكرة المضرب (الإنجليزية)
- أدريان ناغي على موقع كأس بيلي جين كينغ (الإنجليزية)
- أدريان ناغي على موقع خلاصة التنس.كوم (الإنجليزية)
- أدريان ناغي على موقع إي إس بي إن.كوم (الإنجليزية)